# 미량 원소
화학에서 미량 원소(trace element)는 매우 적은 분량(1그램 당 100 마이크로그램이 안 되며 분자 단위 기준으로 100 ppm이 안 되는)이 평균적으로 함유되어 있는 원소를 가리킨다.
생물학에서 미량 원소는 생물의 생장, 발달, 생리가 올바르게 작용할 수 있으면서 비록 극히 적은 양이지만 꼭 필요한 화학 원소이다. 이를테면 철, 아연, 망간, 붕소 등이 있다. 미량 영양소, 미량 요소라고도 한다.
지구화학에서 미량 원소는 암석 성분의 0.1 % 또는 1000 ppm 이하를 함유하고 있는 화학 원소를 가리킨다.

## 같이 보기
- 원소
- 영양소